# فيرونيكا غيران
فيرونيكا غيران (بالإنجليزية: Veronica Guerin) (و. 1958 – 1996 م) هي محاسبة، وصحفية، وكاتبة، ولاعبة كرة قدم من جمهورية أيرلندا . ولدت في دبلن .

## التعليم
تعلمت في كلية الثالوث (دبلن)

## جوائز
حصلت على جوائز منها:
- International Press Institute World Press Freedom Heroes (2000)
- CPJ International Press Freedom Awards.

## روابط خارجية
- فيرونيكا غيران على موقع IMDb (الإنجليزية)